# Regione di Trnava
La regione di Trnava (in slovacco: Trnavský kraj) è una delle otto regioni amministrative della Slovacchia. È situata nella parte occidentale della nazione.

## Geografia
Confina a sud con l'Ungheria (48 km), a ovest con l'Austria (12 km) e la regione di Bratislava, a nord con la Repubblica Ceca (45 km), a est con la regione di Nitra e la regione di Trenčín.
Il capoluogo è la città di Trnava, altre città importanti sono Senica, Galanta, Piešťany, Dunajská Streda e Skalica.
La regione di Trnava è situata nella zona dei Piccoli Carpazi ed è attraversata da tre fiumi il Danubio, il Váh e il Morava).
Le risorse naturali fanno della regione di Trnava la più importante area agricola della nazione nella produzione vegetale, di cereali, di mais, di barbabietola da zucchero, gli ortofrutticoli e la vite.
La produzione animale si occupa dell'allevamento di maiali e bestiame.
La regione è famosa per il vino, la birra e le sorgenti termali.

## Popolazione
Oltre agli slovacchi nella regione convivono due importanti gruppi etnici: ungheresi e cechi.

## Società

### Religione
La religione prevalente nella regione è quella cattolica di rito romano.

## Geografia antropica

### Suddivisioni amministrative
La Regione di Trnava è divisa in 7 distretti:
- Trnava
- Dunajská Streda
- Galanta
- Piešťany
- Senica
- Hlohovec
- Skalica